# Hornaryd
Hornaryd är en tidigare kyrkby i Hornaryds socken i Växjö kommun i Kronobergs län. SCB avgränsade här en småort från 2020 till 2023.